# Stokłosica

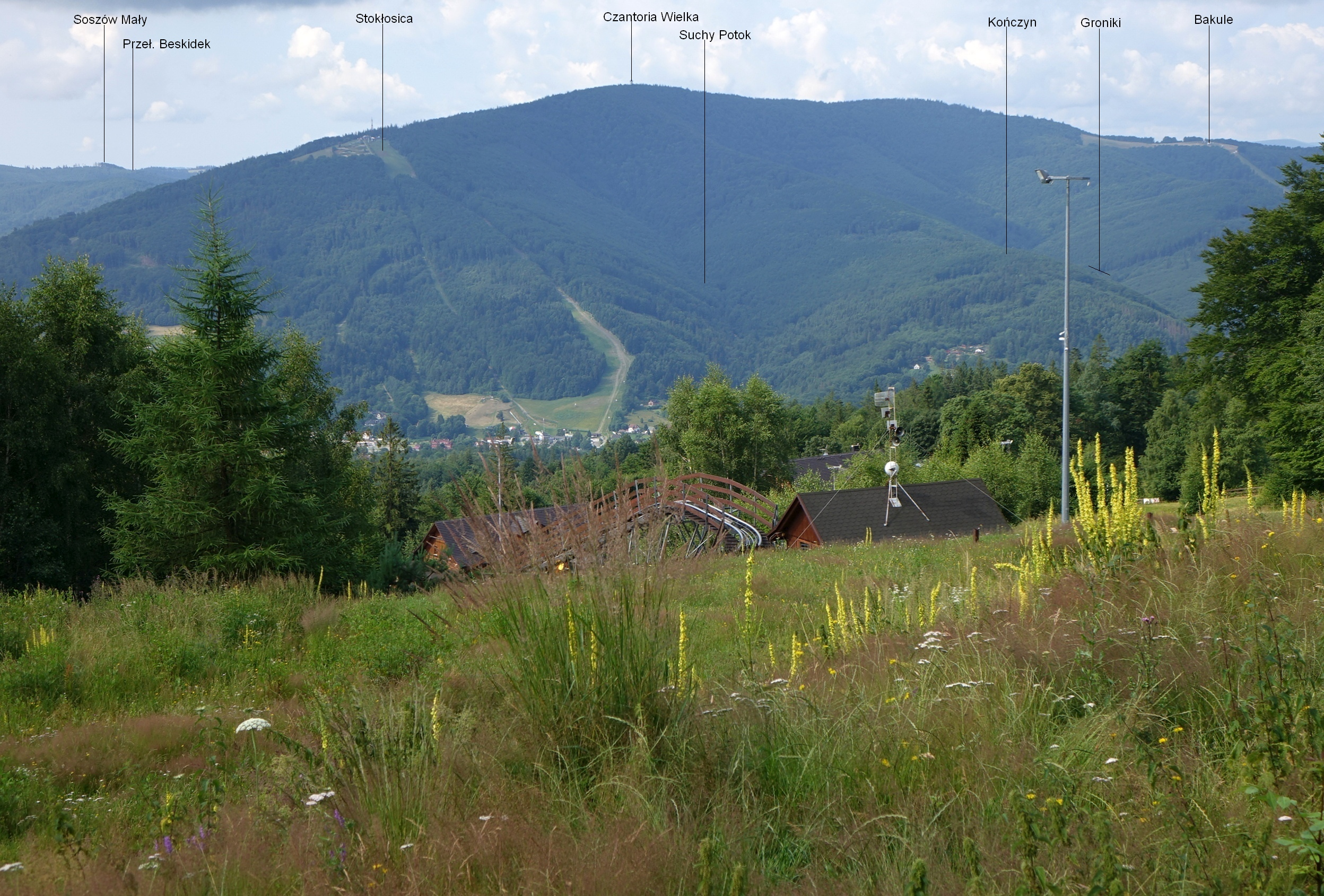
Położenie Stokłosicy

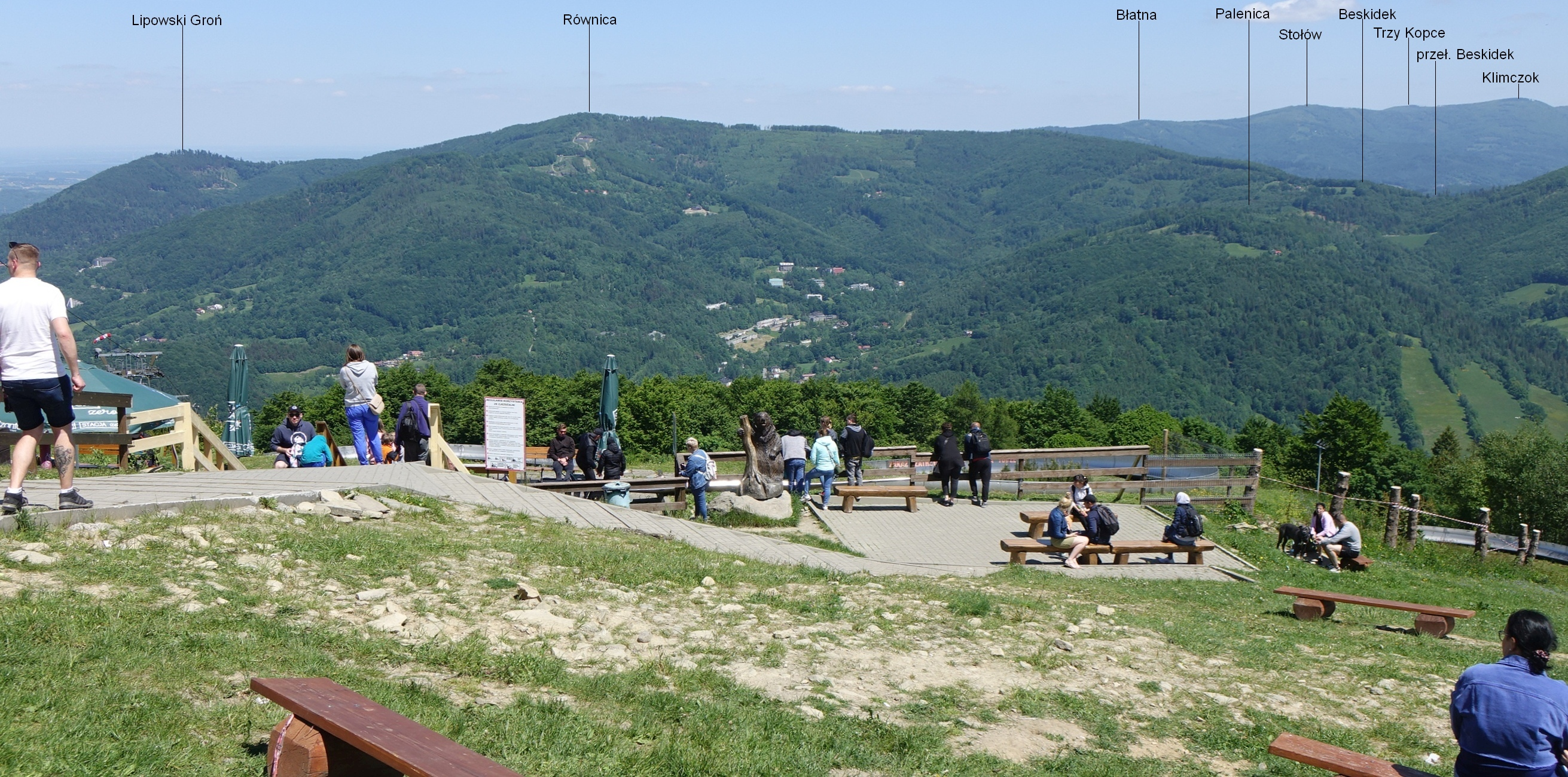
Stokłosica i widok ze Stokłosicy

Stokłosica – polana w Beskidzie Śląskim, na grzbiecie opadającym ze szczytu Wielkiej Czantorii w kierunku północno-wschodnim nad Ustroń Polanę.
Rozciąga się na wysokości od 770 do 855 m n.p.m. Na polanie znajduje się górna stacja kolei krzesełkowej „Czantoria” z Ustronia Polany, górna stacja narciarskiego wyciągu orczykowego z niżej położonej polany Faturka, letni tor sankorolkowy, a także telewizyjna stacja przekaźnikowa z charakterystycznym, ponadtrzydziestometrowym masztem.
Jest to jeden z najbardziej zatłoczonych punktów w polskich Beskidach. Zimą panuje tu ożywiony ruch narciarski. W sezonie letnim i narciarskim funkcjonuje bufet. Z polany rozpościera się panorama w kierunku wschodnim – na część Beskidu Śląskiego za doliną Wisły, z dominującą na pierwszym planie Równicą i położoną u jej stóp uzdrowiskową dzielnicą Ustronia – Zawodziem. W kierunku północno-wschodnim przy sprzyjających warunkach widać wzgórza na Pogórzu Śląskim i nowe osiedla Tychów.

## Szlaki turystyczne
Przez Stokłosicę przechodzi czerwony szlak turystyczny z Ustronia Polany na Wielką Czantorię.
 – Ustroń Polana – Stokłosica – Wielka Czantoria> Odległość 3,2 km, suma podejść 600 m, czas przejścia 1:40 godz., z powrotem 55 min.